# Smolewo-Wieś
Smolewo-Wieś (prononciation : [smɔˈlɛvɔ ˈvjɛɕ]) est un village polonais de la gmina de Szulborze Wielkie dans le powiat d'Ostrów Mazowiecka de la voïvodie de Mazovie dans le centre-est de la Pologne.
Il se situe à environ 4 kilomètres au sud de Szulborze Wielkie (siège de la gmina), 24 kilomètres à l'est d'Ostrów Mazowiecka (siège du powiat) et à 102 kilomètres au nord-est de Varsovie (capitale de la Pologne).
Le village compte approximativement une population de 170 habitants en 2006.

## Histoire
De 1975 à 1998, le village appartenait administrativement à la voïvodie de Łomża.